# Château Dufresne, musée et lieu historique patrimonial
Ne doit pas être confondu avec Château Dufresne.
Le Château Dufresne, musée et lieu historique patrimonial est un musée situé dans l’arrondissement Mercier-Hochelaga-Maisonneuve de Montréal au Canada.
Fondé en 1999, le musée est géré par la Société du Château Dufresne Inc, un organisme sans but lucratif. Sa mission est de conserver et d’interpréter le domaine du Château Dufresne, « témoin des aspirations et de la vision progressistes d’une élite francophone qui annonce et marque l’entrée du Québec dans la modernité ».

## Histoire

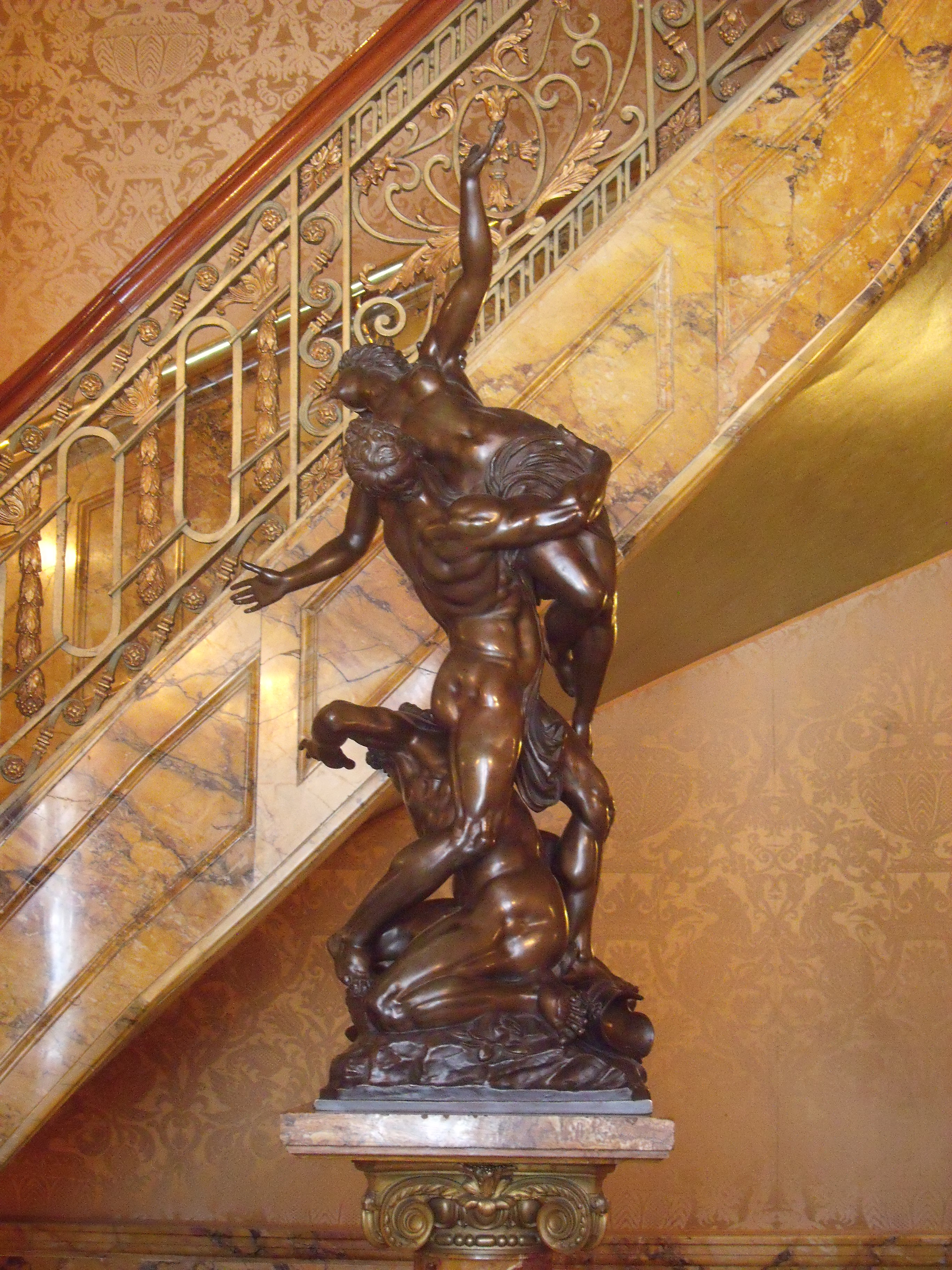
Reproduction de L’enlèvement des Sabines par Jean de Bologne

Le 22 avril 1999, la Société du Château Dufresne Inc. signe un bail avec la Ville de Montréal. Avec l’Atelier d’histoire d’Hochelaga-Maisonneuve et la Maison de la culture, la société emménage alors dans le château. Le Château Dufresne ouvre officiellement au public pour la saison estivale le 23 juin 1999 en compagnie notamment de la ministre d’État aux Affaires municipales et à la Métropole, Louise Harel, et du maire de Montréal, Pierre Bourque,. Il présente essentiellement la décoration intérieure du château et la collection Sauriol-Dufresne, c’est-à-dire le mobilier et les objets ayant appartenu à Marius. La résidence de Marius expose logiquement cette collection alors que la résidence d’Oscar présente la collection de porcelaine dans l’ancien office des domestiques de l’étage et quelques objets d’art, dont une reproduction de L’enlèvement des Sabines par Jean de Bologne) et plusieurs peintures exécutées par Nincheri. Le musée présente également des expositions temporaires sur l’histoire, le patrimoine et les arts visuels. En 2000 et 2001, le musée rouvre les portes du Château pour la saison estivale.
De 2002 à 2005, la Ville de Montréal entreprend conjointement avec le ministère de la Culture et des Communications un programme de restaurations au coût d'un million de dollars,. Ce programme est dirigé par l'architecte Jean Laberge du Service des immeubles de la Ville de Montréal, assisté de la société d’architectes Martin Morris et Marcotte ainsi que de la firme d'ingénieurs Bouthillette Parizeau & associés Inc. Les restaurations ont porté sur le bâtiment, mais également sur les œuvres d’art logées dans le musée. En juillet 2003, on découvre à l’occasion de ces restaurations une peinture sur toile exécutée par Guido Nincheri dans le dôme de trois mètres de diamètre du hall d’entrée de la résidence de Marius. Une « véritable surprise » pour les restaurateurs alors qu'ils croyaient plutôt retrouver, sous trois couches de repeints, une jeune femme vêtue à l'antique se regardant dans un miroir tout en se balançant par Alfred Faniel,.
En 2006, la Société du Château Dufresne Inc. et l’Atelier d’histoire d’Hochelaga-Maisonneuve obtiennent un financement du gouvernement provincial pour réaliser une étude de potentiel de la création d'un nouveau complexe muséal réunissant le Château Dufresne et le studio Nincheri. Le projet prévoit d'une part l'achat du studio de l'artiste Guido Nincheri et sa restauration et, d'autre part, la mise aux normes du Château qui « n'offre pas les conditions acceptables pour accueillir toutes les expositions » ainsi que l'agrandissement des espaces d'exposition en aménageant une salle supplémentaire dans les anciens garages souterrains. On estime alors que le projet nécessite un investissement de quatre millions de dollars.
Le 17 juin 2007, le musée ferme le Château au public pour la saison estivale afin de procéder à des travaux ainsi qu'au renouvellement de la collection présentée.

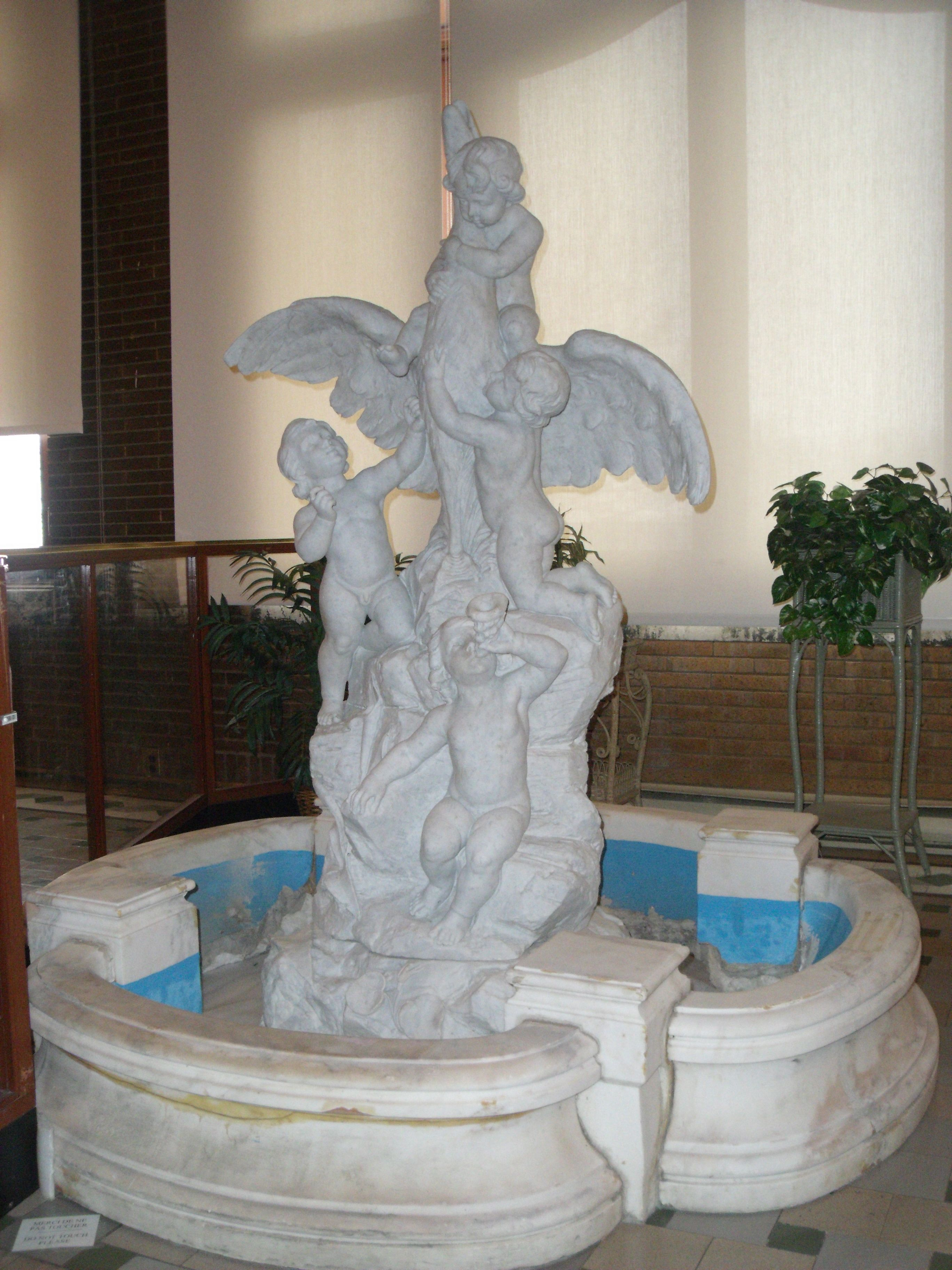
Fontaine de la véranda d'Oscar

Entre 2008 et 2009, la Ville de Montréal entreprend la restauration des portes et fenêtres extérieures du château au coût d'un million neuf cent mille dollars,.
Le 13 août 2009, le musée annonce que « le montage pour l'acquisition est pratiquement complété » et que l'achat du studio « sera officialisé dans les prochaines semaines » puisqu'une entente est intervenue entre le musée et la succession de la famille Nincheri. Le musée est alors à la recherche de financement pour la mise aux normes et la restauration du Château et du studio, travaux toujours évalués à quatre millions de dollars.
Le 13 octobre 2010, le musée rend hommage à David et Liliane Stewart pour la restauration du château exécutée entre 1976 et 1979, notamment en présence de Laurent Blanchard.
Le 22 août 2012, la fontaine originale de la véranda d'Oscar est de retour au Château Dufresne. Elle est installée dans la véranda de Marius, rejoignant la collection Sauriol-Dufresne.
Le 30 décembre 2013, la Société du Château Dufresne Inc. se porte acquéreur du studio Nincheri situé au 1832 du boulevard Pie-IX à Montréal.
Le 5 août 2014, la direction du musée annonce le changement de nom du musée qui devient le « musée Dufresne-Nincheri » afin de mieux refléter la nouvelle vocation du musée à la suite de l'acquisition du studio et de la collection de Guido Nincheri qui s'y trouve,.
Le 9 décembre 2014, le musée inaugure officiellement le nouveau complexe muséal composé du Château Dufresne et du studio Nincheri. L'inauguration se fait notamment en présence de Laurent Blanchard, ancien maire de Montréal, Manon Gauthier, membre du comité exécutif de la Ville de Montréal, Réal Ménard, maire de l'arrondissement Mercier–Hochelaga-Maisonneuve, Marc Poirier, président du conseil d'administration du musée Dufresne-Nincheri, du comte Alexandre de Bothuri et son épouse Élaine Bédard ainsi que de membres des familles Dufresne et Nincheri. À cette occasion, on présente la nouvelle exposition permanente du musée. Cette exposition permet d'apprécier notamment l'une des peintures sur toile de soie d'Alfred Faniel dans le petit salon de Marius de même que les deux toiles autrefois manquantes de Nincheri dans le petit salon d'Oscar. De plus, l'exposition permanente intègre une partie de la collection du comte Alexandre de Bothuri et de son épouse Élaine Bédard qui rassemble 47 objets et tableaux ayant notamment appartenu à Napoléon 1er, Joséphine de Beauharnais, Nicolas II, Louis XV, Madame du Barry, Rodolphe II, Pauline Borghèse, Marie-Antoinette et Jeanne d'Arc.
Le 24 mai 2017, la Commission des lieux et monuments historiques du Canada et Parcs Canada dévoilent une plaque commémorative à la mémoire de Guido Nincheri au studio du même nom, en présence notamment de Nicola Di Iorio, député de Saint-Léonard—Saint-Michel, représentant la ministre de l’Environnement et du Changement climatique et ministre responsable de Parcs Canada, Catherine McKenna, de Roger Boccini Nincheri (descendant de la famille Nincheri) et de plusieurs membres du conseil d'administration du musée.
Le 25 octobre 2017, le quotidien Le Devoir révèle qu'un groupe de chercheurs et de citoyens réunis sous le nom de Comité de sauvegarde du musée Dufresne-Nincheri a publié une lettre dénonçant des problèmes d'infiltration d'eau, d'humidité et de moisissures dans les sous-sols du Château Dufresne, endroits où sont notamment entreposées les collections du musée. Par conséquent, ce comité réclame de la Ville de Montréal, propriétaire de l'édifice, qu'elle déménage les collections du musée à des endroits sécuritaires et les décontamine, au besoin. Le 26 octobre 2017, la Ville confirme les problèmes d'infiltrations au Château Dufresne et annonce que des travaux d’urgence seront réalisés au début de 2018 pendant lesquels « toutes les collections du musée seront entreposées de façon sécuritaire [et que] tous les artéfacts nécessitant une intervention spécifique seront traités par des experts spécialisés ».
Le 21 novembre 2018, le Service de la culture de la Ville de Montréal dépose un rapport énonçant entre autres les réalisations du Service au musée Dufresne-Nincheri en 2018. On y apprend notamment que l'état des collections du musée entreposées dans le sous-sol du Château Dufresne a été analysé par le Centre de conservation du Québec qui conclut que les artéfacts ne sont pas contaminés, mais nécessitent seulement un « bon nettoyage ». Au niveau de l'édifice du Château Dufresne, le Service a travaillé à la préparation des travaux de la phase 1 liée à l'étanchéisation du bâtiment. Ces travaux auront lieu en 2019. Finalement, le Service a veillé au renouvellement du bail entre la Société du Château Dufresne et le Service de la gestion et de la planification immobilière et a aussi accompagné la Société à la réalisation d'un plan stratégique.
Le 10 novembre 2020, le musée modifie à nouveau son nom officiel pour Château Dufresne, musée et lieu historique patrimonial. À cette occasion, il actualise également sa mission, ses objectifs et sa vision d'entreprise.

## Collections

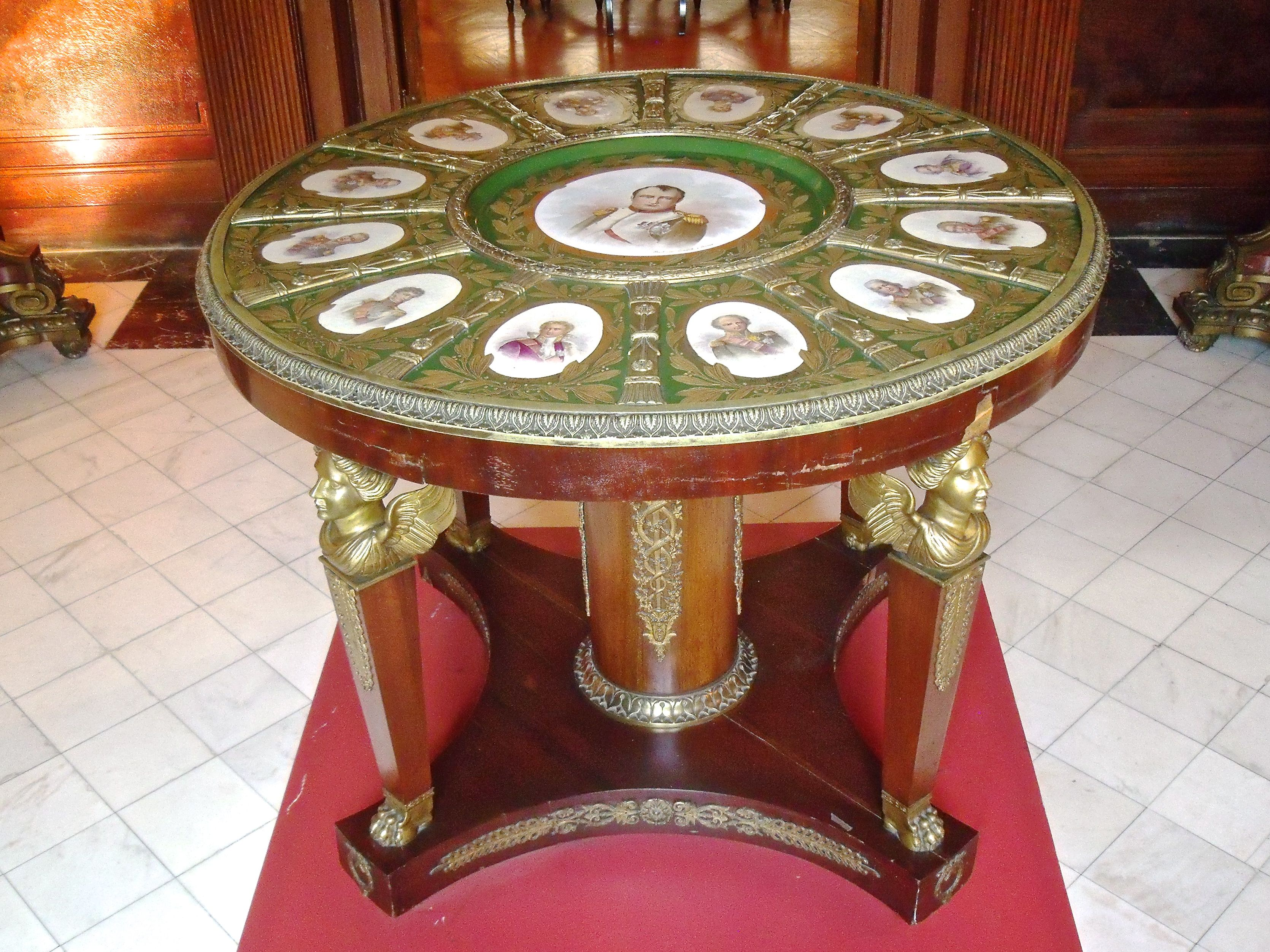
Reproduction de la Table d'Austerlitz en acajou et bronze doré, Manufacture de Sèvres, XIXe siècle (Collection Sauriol-Dufresne)

Les collections permanentes rassemblent près de 1 000 objets et artéfacts. Voici les principales collections:
- La collection Sauriol-Dufresne : cette collection comprend le mobilier d’origine du Château Dufresne, la collection de porcelaine, la collection d’argenterie, des tableaux et des sculptures.
- La collection Georges-Nincheri: comprenant des œuvres de Guido Nincheri provenant de sa résidence à Providence, au Rhode Island (huiles sur toile, maquettes, photographies noir et blanc).
- La collection de vêtements de la période industrielle (1850-1960) de l’Atelier d’histoire d’Hochelaga-Maisonneuve[1]. L'Atelier d'histoire détient également le fonds du maire de Montréal Adhémar Raynault, de la députée Louise Harel ainsi que du photographe Réjean Gosselin.
- La collection Alexandre-de-Bothuri-et-Élaine-Bédard : exposition de la collection du comte Alexandre de Bothuri et de son épouse Élaine Bédard rassemblant des tableaux et des objets royaux et impériaux ayant appartenu notamment à Napoléon 1er, Joséphine de Beauharnais, Nicolas II, Louis XV, Madame du Barry, Rodolphe II, Pauline Borghèse, Marie-Antoinette et Jeanne d'Arc. L'exposition, intitulée La mémoire des objets, parcours de collectionneurs, est présentée de décembre 2014 à novembre 2018[note 3].

## Expositions temporaires
Voici une liste non exhaustive des expositions passées et actuelles du musée :

## Direction du musée
Voici la liste des directeurs et directrices du musée depuis sa fondation : 
- Maurice Binette (1999-2003)[45]
- Sophie Dupont (2003-2007)[45]
- Paul Labonne (2007- 2017)[46],[47]
- Manon Lapointe (2017-)

## Affiliations
Le musée est affilié à l’Association des musées canadiens (AMC), au Réseau canadien d'information sur le patrimoine (RCIP) et au Musée virtuel du Canada.